# Memorial da Primeira Guerra Anglo-Sikh
O Memorial da Primeira Guerra Anglo-Sikh, localizado em Aliwal, Taran Taran, Punjab, foi construído em 1853 pelos britânicos em memória da Primeira Guerra Anglo-Sikh, com o objectivo de honrar a bravura dos soldados Sikh. Na presença de Manpreet Singh Ayali, o memorial foi inaugurado no dia 6 de outubro de 2015, por Jathedar Avtar Singh Makad, ex-presidente da Comissão Shiromani Gurudwara Prabandhak.

## Construção
O memorial, que foi construído pelos ingleses, foi declarado um monumento protegido em 1964 sob o Acto dos Antigos, Monumentos Históricos, Sitios Arqueológicos e Vestígios de Punjab. Considerando a condição do edifício, procedeu-se a uma renovação a um custo de 10 Rs de lakh e foi feita em 2011 pelo Conselho de Promoção do Património e Turismo de Punjab, que parou pouco tempo depois devido à falta de fundos, o que levou a atrair críticas por parte de alguns por se ter ignorando o projecto.
Com um outro investimento de 30 Rs de lakh, numa metade de um acre de terra, com um khanda no topo, o memorial de 55 metros construído com tijolo Chhoti Nanakshahi, e com uma biblioteca equipada com livros sobre história, literatura e religião, foi reconstruido para estar pronto em outubro de 2015.

## Primeira Guerra Anglo-Sikh
A Primeira Guerra Anglo-Sikh foi travada entre 1845-46, e acabou resultando em que Punjab ficasse, em parte, sob controle britânico, após a expansão. Acredita-se que os britânicos se tenham preparado para a guerra em 1843, quando Lord Ellenborough discutia as possibilidades de ocupação militar de Punjab com o governo na Índia. No momento da guerra, o número total de tropas militares britânicas na província de Punjab eram de cerca de 86,023 homens, com 116 armas, dos quais 45,500 homens estavam armados com 98 armas nas estações de colina de Subathu e Kasauli, com 60.000 soldados Sikh. Com mais de 10.000 Sikh mortos, os britânicos venceram a batalha e o poder eficaz passou para as mãos do Coronel Henry Lawrence, que também ajudou-os a ocupar Kasur. Maharani Jind Kaur continuou como o regente e Raja Lal Singh como servo de Maharaja Duleep Singh.